# St. Maria Magdalena (Kellinghausen)

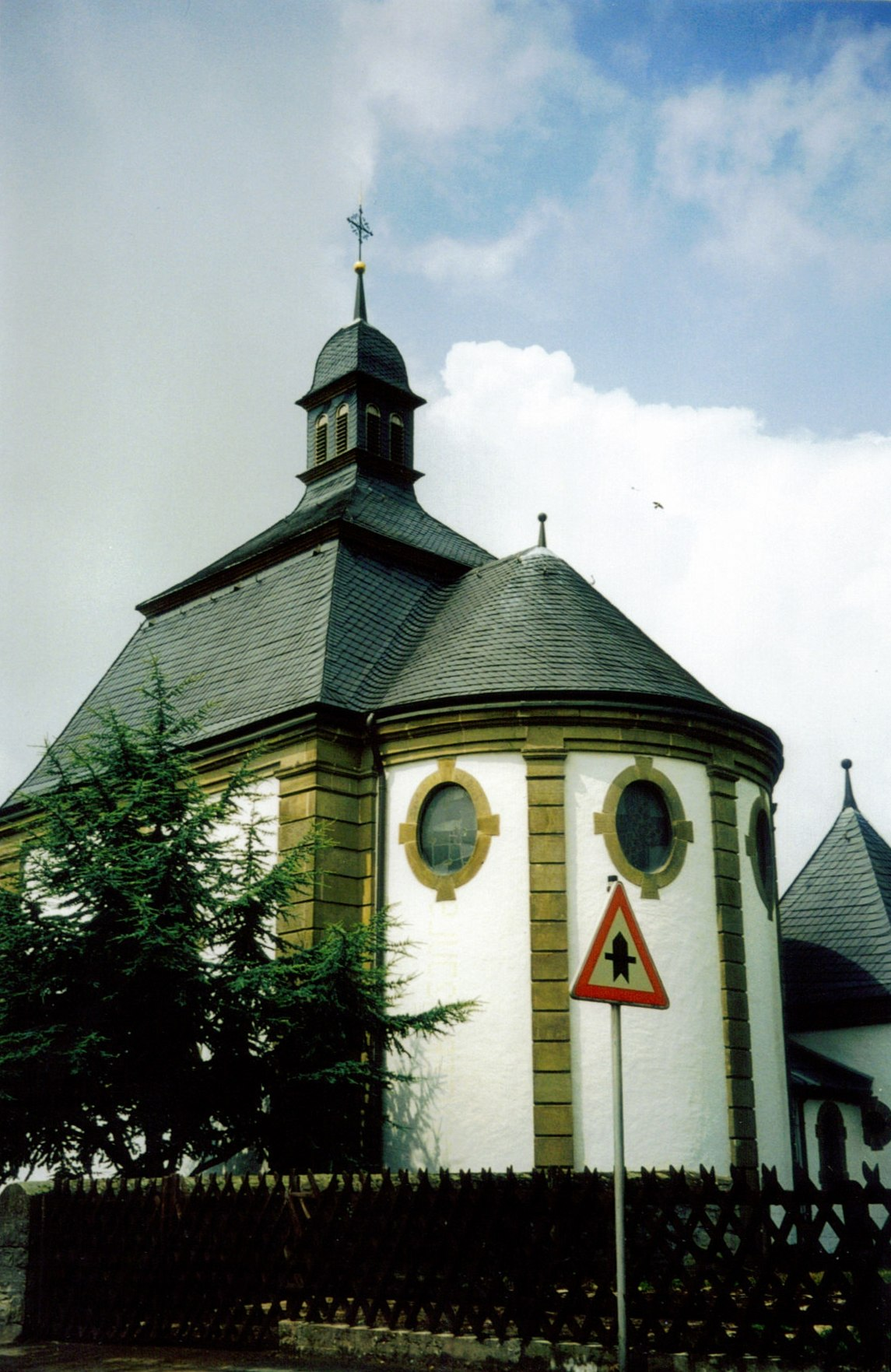
Kapelle St. Maria Magdalena

Die katholische Kapelle St. Maria Magdalena ist ein denkmalgeschütztes Kirchengebäude in Kellinghausen, einem Stadtteil von Rüthen im Kreis Soest (Nordrhein-Westfalen).

## Geschichte und Architektur
Ein Vorgängerbau ist seit dem 17. Jahrhundert bezeugt. Der Vorgängerbau von 1790 wurde 1911 abgebrochen. Bauleiter und Planer der heutigen, 1911 errichteten Kapelle war Heinrich Mündelein. Im quadratisch, verputzten Saal mit Eckquaderung befindet sich im Osten eine wandhohe Apsis. Im Westen steht ein rechteckiger Emporenanbau. Das Mansarddach wurde mit einem Dachreiter bekrönt.

## Ausstattung
- Ein Kastenaltar mit vorgestellten Säulen, das Altarbild, ein Ölgemälde auf Leinwand, ist bezeichnet mit H. Volkhausen 1894. Es zeigt die Hl. Maria Magdalena als Büßerin.
- Das Antependium vom Anfang des 18. Jahrhunderts, ebenfalls in Öl auf Leinwand, stellt Maria als Himmelskönigin dar.[1]

### Orgel
Die Orgel wurde 1882 von Wilhelm Küper aus Linden (Kreis Hattingen) gebaut. Sie kam 1912 nach Kellinghausen. Die Disposition wurde um 1930 verändert: 2′ und 2 2⁄3′ wurden durch zwei streichende 8′-Register, teilweise auf pneumatischer Zusatzlade, ersetzt. Die Werkstatt Mebold restaurierte das Instrument im Jahr 2006. Die Disposition lautet wie folgt:
| I Manual C–f3 |       |
| Prinzipal     | 8′    |
| Gedackt       | 8′    |
| Gamba         | 8′    |
| Octave        | 4′    |
| Quinte        | 2 ⁄3′ |
| Superoctav    | 2′    |

| Pedal C–c1 |
| angehängt  |